# Leiocephalus partidus
Espèce
Leiocephalus partidus est une espèce éteinte de sauriens de la famille des Leiocephalidae.

## Répartition
Cette espèce était endémique de Porto Rico.

## Publication originale
- Pregill, 1981 : Late Pleistocene herpetofaunas from Puerto Rico. Miscellaneous publication - University of Kansas, Museum of Natural History, vol. 71, p. 1-72.